# IAAF Race Walking Challenge
IAAF Race Walking Challenge é um circuito anual de marcha atlética criado pela IAAF – Associação Internacional de Federações de Atletismo, que engloba uma série de competições da marcha nos 20 km e 50 km, disputado ao redor do mundo. Os atletas acumulam pontos em cada disputa específica durante a temporada. Atualmente as etapas do torneio são disputadas na Austrália, México, Espanha, Japão, Peru, Portugal, China e República Tcheca.
Introduzido em 2003, os atuais campeões do circuito são o chinês Wang Zhen, campeão olímpico na Rio 2016 e a mexicana María Guadalupe González, medalha de prata nos mesmos Jogos.